# Sant Miquel del Fai
Sant Miquel del Fai és un monestir erigit sobre un cingle en el segle xv a partir d'una església anterior. Representa un bell exemple del gòtic a Catalunya. Forma part de la Xarxa de Parcs Naturals protegits, promoguts i gestionats per la Diputació de Barcelona.
Està situat al capdamunt de la vall de Sant Miquel, dins el paratge natural dels Cingles de Bertí, en el terme municipal de Bigues i Riells del Fai i àmbit del poble de Riells del Fai, al Vallès Oriental. Per damunt mateix del monestir discorre el termenal del seu municipi amb el de Sant Quirze Safaja, del Moianès.
Va reobrir el 22 d'abril de 2023 per part de la Diputació de Barcelona.

## Situació geogràfica

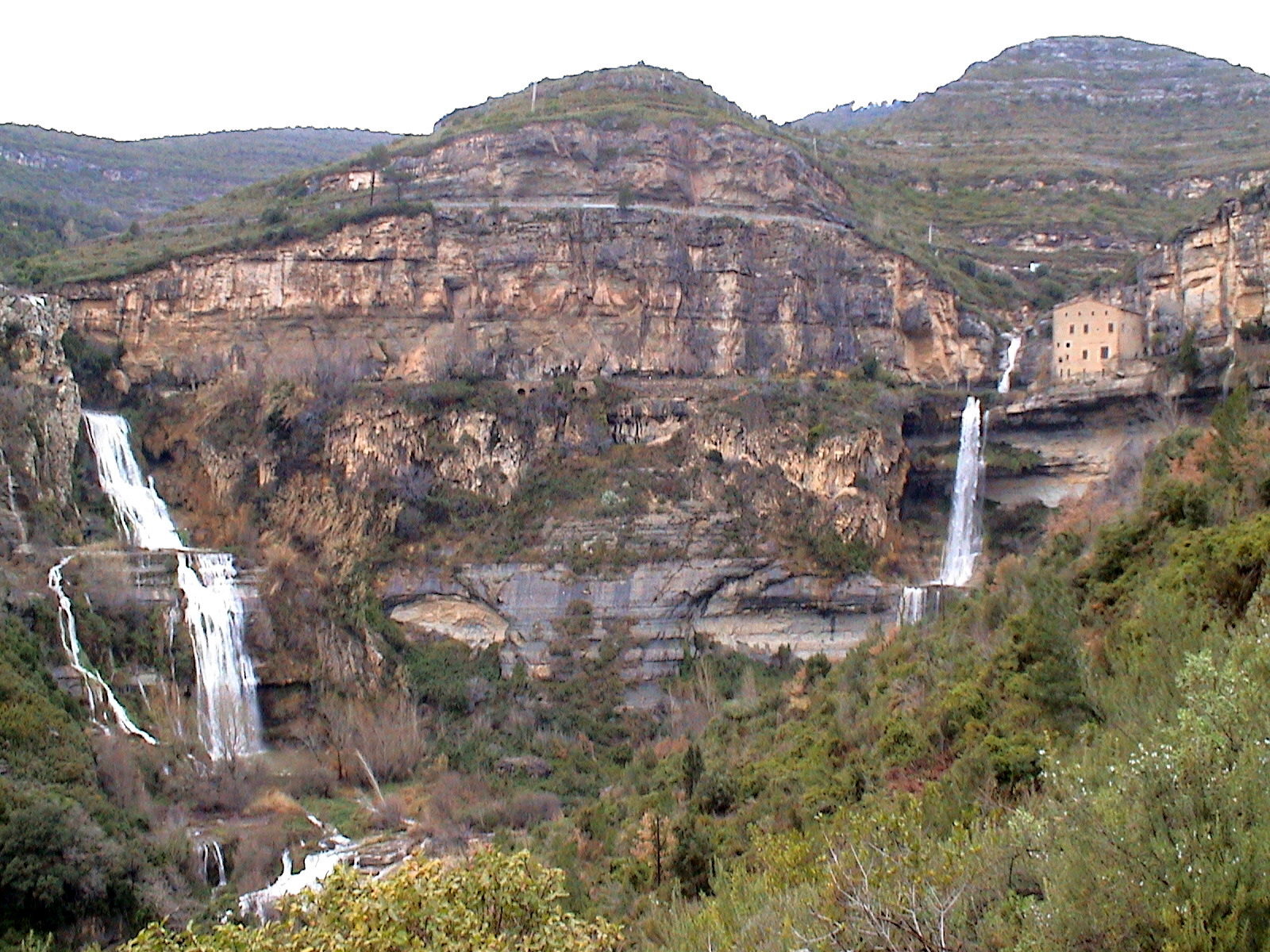
Saltants del Tenes i del Rossinyol a Sant Miquel del Fai

Situat a l'extrem nord del terme municipal, l'accés per a vehicles és des de Sant Feliu de Codines o des del quilòmetre 7 de la carretera C-1413b, a Can Sants, en terme de Sant Quirze Safaja. L'accés des de Riells del Fai és únicament a peu. El límit dels termes municipals de Bigues i Riells i de Sant Quirze Safaja passa justament pel cingle que es dreça damunt del monestir.
Ran dels edificis del priorat, pel seu costat de ponent, discorre el torrent anomenat el Rossinyol. Aquest torrent abans d'arribar al monestir fa un primer salt d'aigua, sota el qual hi ha un petit embassament que era un gorg que fou ampliat amb una petita presa per damunt de la qual circula el carrer del monestir. Tot seguit, i a sota del monestir, fa l'impressionant salt d'aigua del Rossinyol, al capdavall del qual hi ha les coves de Sant Miquel, una gran bauma que ha anat obrint l'aigua del Rossinyol amb el pas dels segles.
Té diversos accessos. En vehicle, la carretera des de Sant Feliu de Codines; o, des de la carretera C-1413b, el camí de Sant Miquel del Fai. A peu, un camí hi puja des de la capçalera de la vall de Sant Miquel, a Riells del Fai, també denominat camí de Sant Miquel del Fai.

## Història

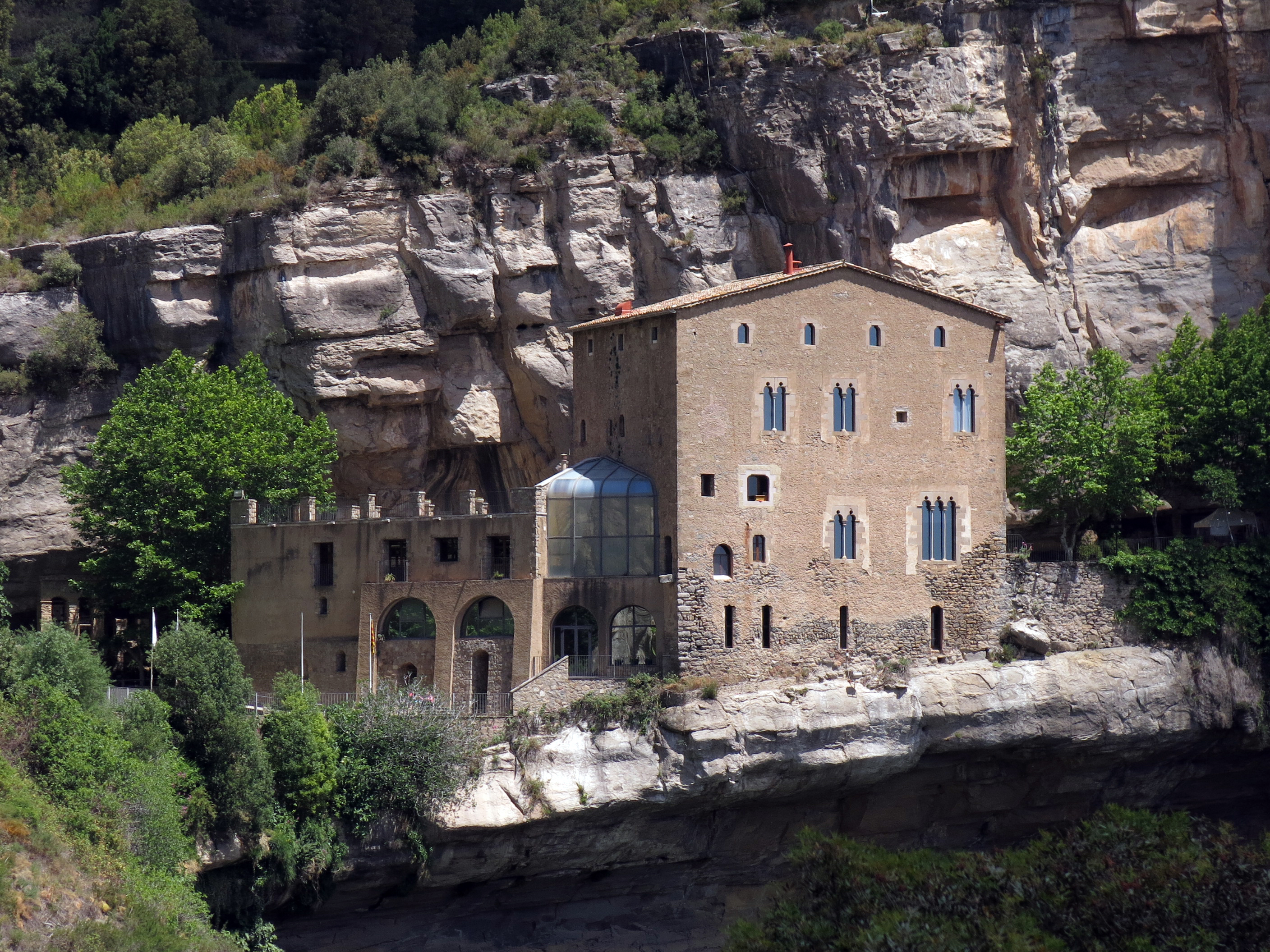

El priorat de Sant Miquel del Fai va ser un lloc de culte habitat per una comunitat de monjos benedictins des del segle x fins al xvi. Va ser fundat per Gombau de Besora, senyor feudatari del castell de Montbui, després de rebre en donació dels comtes de Barcelona Ramon Borrell i Ermessenda l'alou del Fai l'11 de juny del 997 la cova on es venera sant Miquel Arcàngel (speleam suam, cum venerandis titulis que infra sunt, quod est sanctum Michaelem Archangelum. El 1006 el monestir ja funcionava com a tal, aprofitant-ne com a església la primitiva de Sant Miquel.
Començà sent un monestir independent, però el 1042 es vinculà a Sant Víctor de Marsella. Al llarg de la història rebé nombroses i importants dotacions, entre les quals Sant Vicenç de Riells el 1043 i Sant Julià de Lliçà d'Amunt el 1148, a més de moltes rendes diverses.
A principis del segle xiv, la comunitat es fixà en un prior, dos monjos i dos beneficiats, però amb el temps anà decaient, fins que quedà tan sols amb un o dos monjos i un capellà encarregat de la parròquia annexa. Aquesta parròquia, de primer era a la propera església de Sant Martí del Fai, però es traslladà a l'església del monestir, més ben preparada. Malgrat la decadència que sofria, llavors es feu la gran casa prioral, ja que la decadència era de la comunitat, no de les seves rendes. El 1567 el monestir fou secularitzat i les seves rendes donades a l'ardiaca menor de la catedral de Girona; foren aquests ardiaques qui en tingueren la possessió, i qui hi feren les darreres obres importants: el pont sobre el Rossinyol i l'escala d'accés al monestir que forada la roca (feta el 1592, segons la inscripció que hi consta). Eren ells qui feien de prior, i nomenaven el sacerdot que tenia cura de la parròquia.
El 1832 el priorat fou abolit, i el 1835 va ser espoliat i venut. D'aquesta manera va passar a mans particulars, que a la segona meitat del segle xx i primers anys del XXI convertiren el lloc en una destinació turística important. L'explotació comercial del lloc no ha estat prou curosa, i alguns elements antics s'han destruït sense cap criteri ni planificació.
L'any 2017, al Diputació de Barcelona va adquirir les 70 hectàrees de la finca de Sant Miquel del Fai per garantir-ne l'ús públic.

## Priorologi de Sant Miquel del Fai
La llista de priors de Sant Miquel del Fai és la següent:
| - Joan (1059-1074) - Pere Homine (ho era el 1113) - Guillem (el 1124) - Riquer (el 1149) - Bertran de Montedesiderio (el 1236) - Pere Serenus (el 1240) - Ramon (el 1246) - Folc (1252-1254) - Berenguer (el 1255) | - Felip Jordà (el 1265) - Eimeric de Ginsac (1285-1288) - Jaume Guillem (el 1292) - Hug Pere (el 1296) - Bertran de Calençó (1300-1329) - Bertran d'Oliveres (administrador, 1324) - Marquès Guillem (1330-1338) - Gaucelí de Sant Amanç (1351-1356) - Nicolau, cardenal de Sant Sixte (1360-1366) - Bernard de Lausensons (1363-1365) | - Deodat Jordà (1373-1378) - Lluís de Castellbell, àlies Cordelles (1394-1427) - Gaucefred de Millars (el 1433) - Roderic de Borja, bisbe de Barcelona (1473-1478) - Gonzalo Fernández de Heredia, bisbe de Barcelona (1479-1495) - Frederic de Portugal, arquebisbe de Saragossa (1533-1536) - Pere de Castellet, bisbe d'Urgell (1537-1566). |

En el conjunt arquitectònic, destaca la casa Prioral, l'església romànica de Sant Miquel, l'única a tot Catalunya construïda íntegrament dins una bauma que es conserva sencera, i l'ermita romànica de Sant Martí, del segle ix, recentment rehabilitada i on s'han reproduït les pintures gòtiques originals.
En aquest entorn natural es pot gaudir també de paratges inoblidables, com les belles coves de Sant Miquel i les Tosques, o descobrir els espectaculars salts d'aigua del Tenes i del Rossinyol, que s'obren camí entre la vegetació per saltar de forma espectacular, quan duen prou aigua, la cinglera al mig de la qual es troba el monestir.

## Galeria d'imatges

Imatges de Sant Miquel del Fai
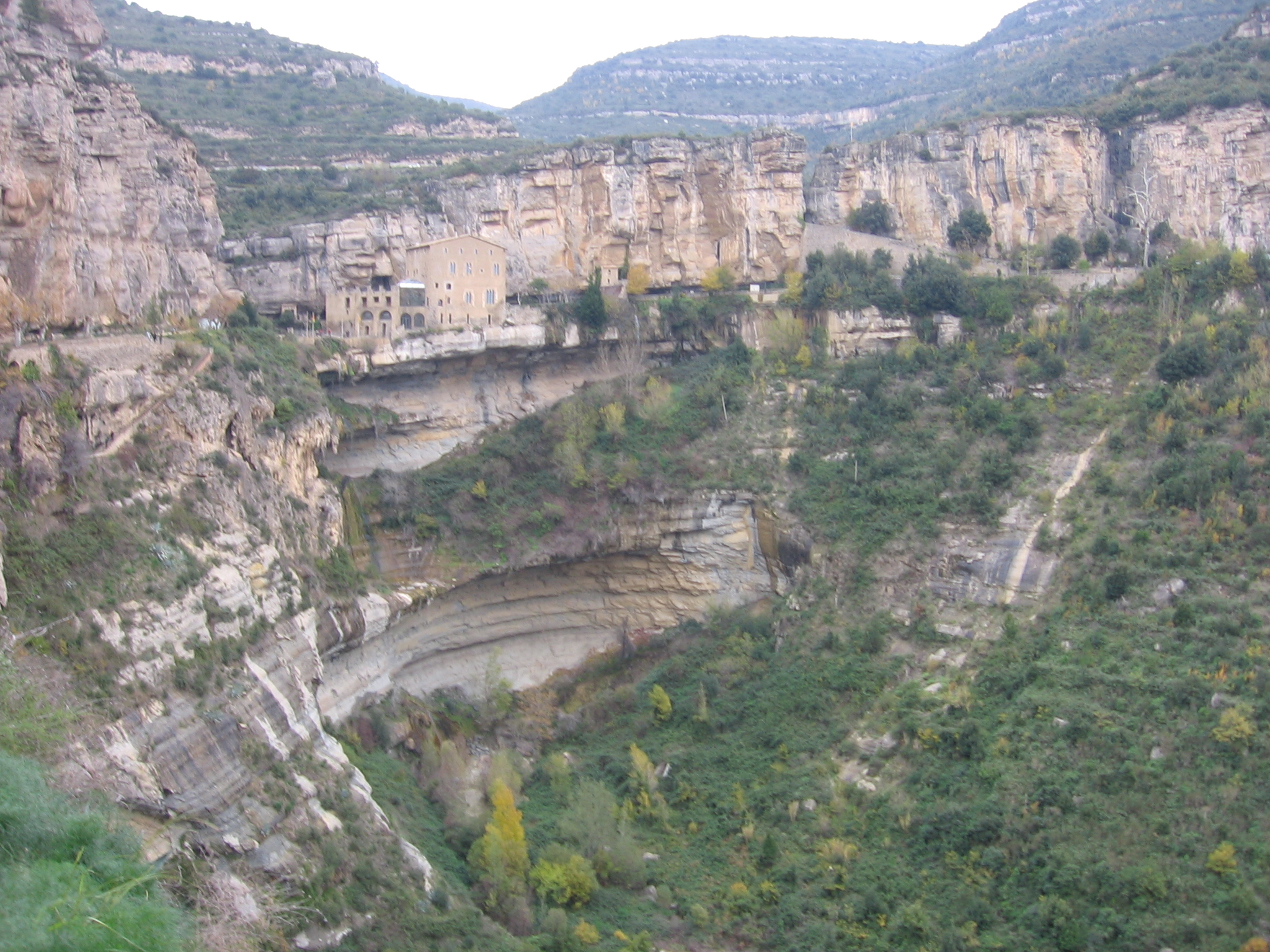
Sant Miquel del Fai
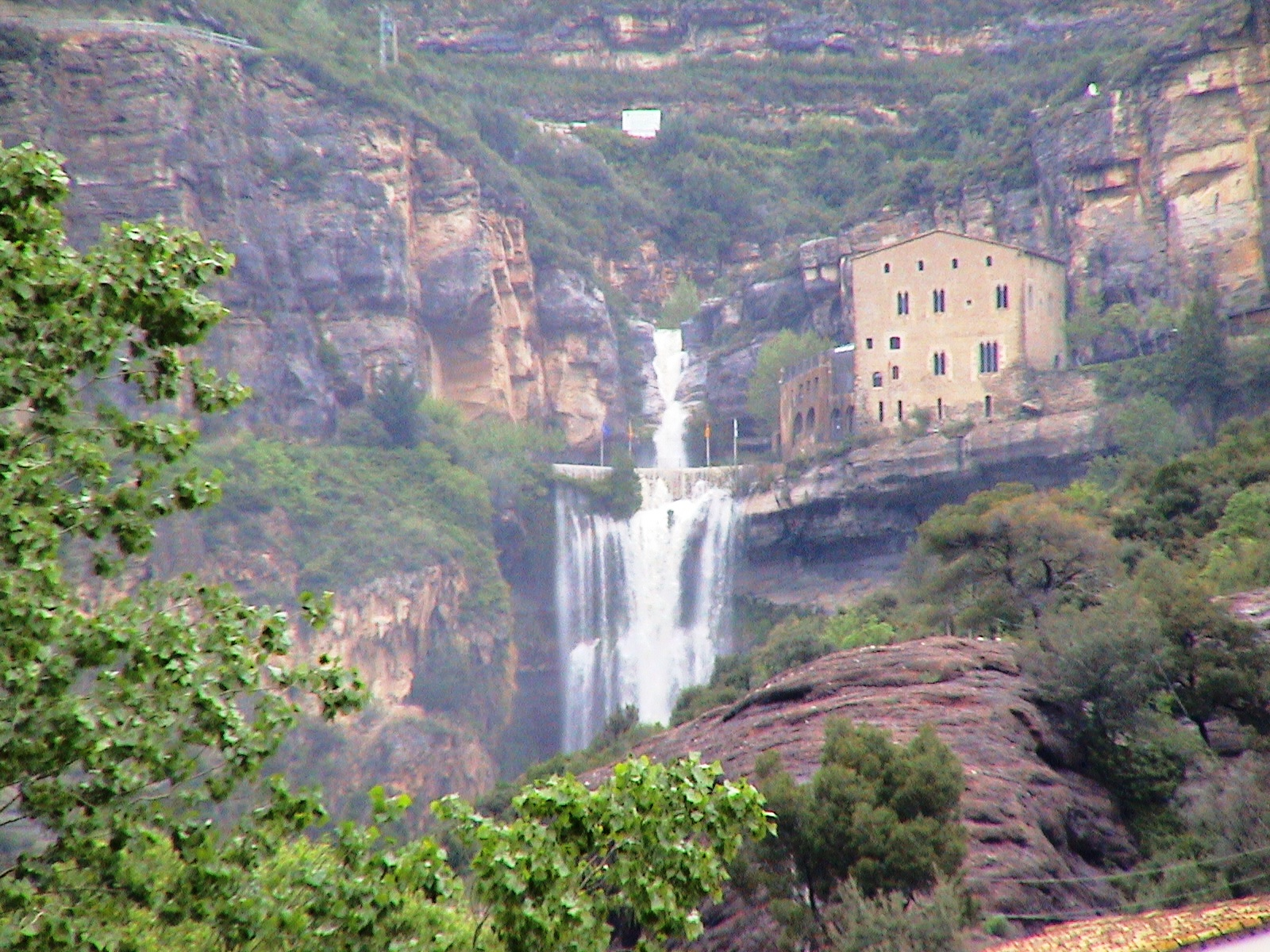
El Rossinyol en passar per Sant Miquel del Fai
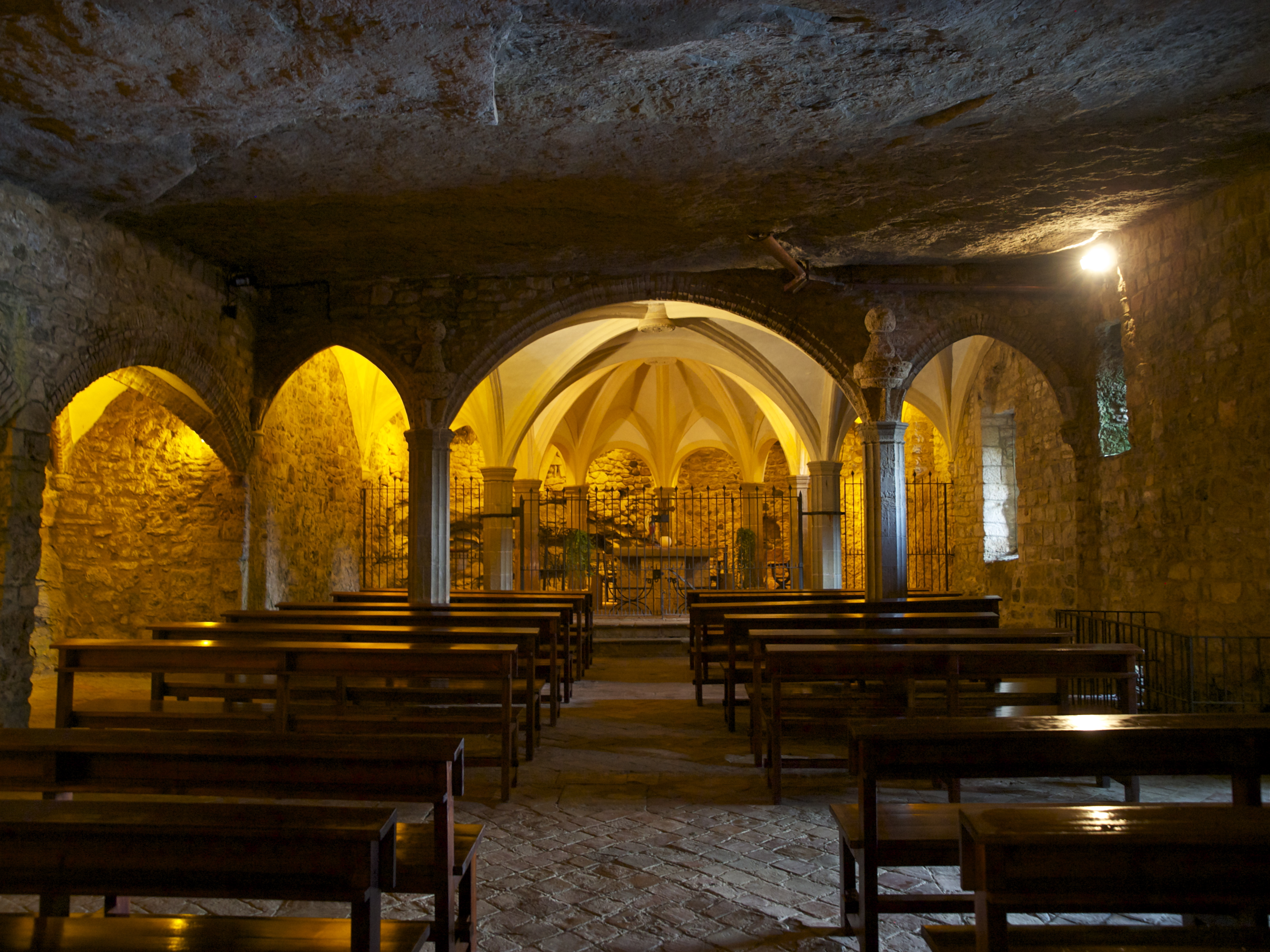
Església de Sant Miquel del Fai
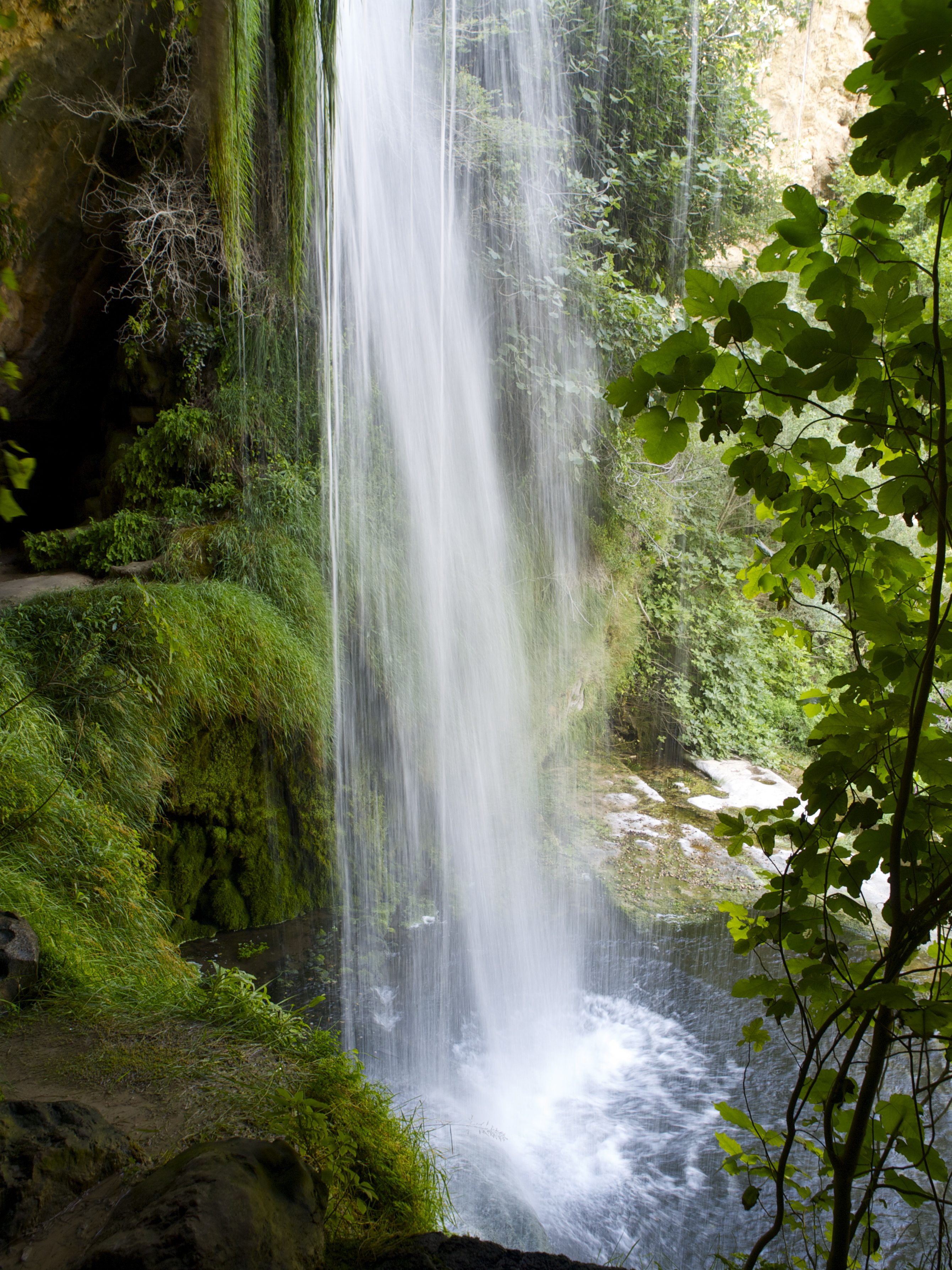
Salt d'aigua del Tenes vist des del camí de Sant Miquel del Fai
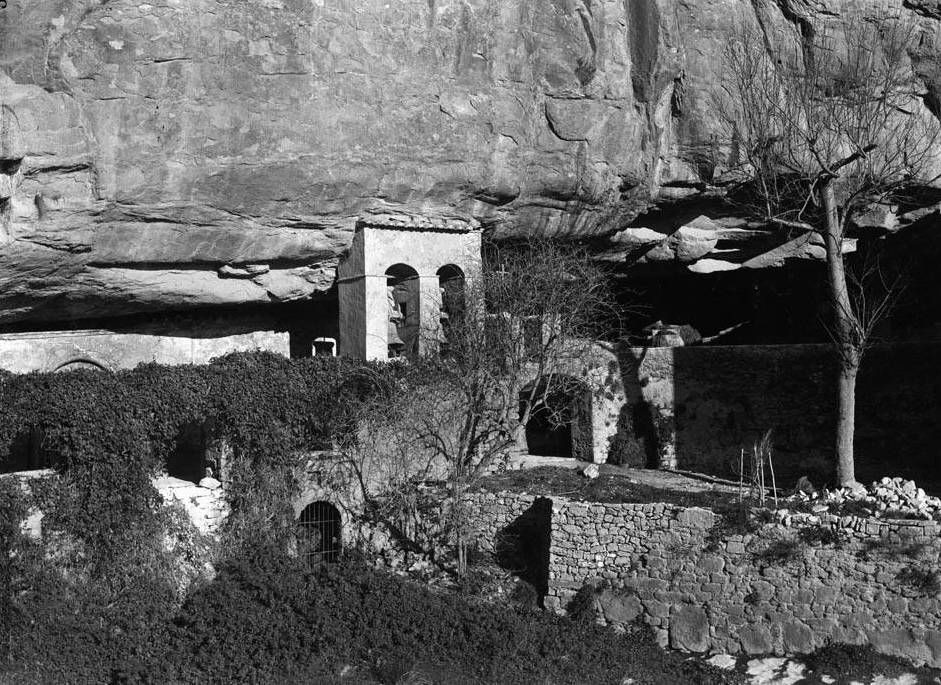
El santuari, entre 1885 i 1911